# Shou hu fei long
Shou hu fei long (瘦虎肥龍S), noto anche con il titolo internazionale Skinny Tiger, Fatty Dragon, è un film del 1990 diretto da Lau Kar-wing.

## Trama
Fatty e Baldly sono due investigatori che indagano su misteriosi affari legati alla triade, che cercherà in ogni modo di ucciderli.